# Jupânești, Argeș
Jupânești este un sat în comuna Coșești din județul Argeș, Muntenia, România. Este situat în Podișul Getic (Platforma Argeșului), pe malul drept al râului Doamnei.

## Edificii culturale
- Biserica Înălțarea Domnului

Biserica de lemn din Jupânești cu hramul „Înălțarea Domnului” a fost ridicată în satul cu acelaș nume în anul 1742. Aceasta este una dintre cele mai bine cunoscute biserici de lemn din Muntenia, îndeosebi pentru sculptura puternic profilată în jurul intrărilor și ferestrelor precum și a brâului median și a consolelor cu capete de cai. Biserica se află pe noua listă a monumentelor istorice sub codul LMI: AG-II-m-A-13714.
Din amintirea sătenilor, biserica actuală ar fi fost construită în locul altei biserici de lemn, în care a slujit și Popa Vladu, pomenit într-un hrisov din 1636 dat de Matei Basarab satului Jupânești. Bisericuta a fost demontată numai după ce a fost terminată actuala biserică, iar lemnaria a fost scoasă și folosită, după cum se spune, la intrarea noii biserici.
Începutul acestui lăcaș a fost consemnat într-o inscripție peste intrarea în naos: „Cu vrerea Tatălui și cu a fiului și cu a Duhului Sfânt făcutu-s-a astă sfântă biserică în zilele prea luminatului Domn Io Mihai Racoviță Voievod în hram Văznisenie Domnului nostru Is Hs și această biserică iaste făcută de Necula Jupan Romleanu și popa Mihailu și Nicula Gr, leat 7250”.
Anul ridicării construcției, după cronologia actuală, este 1742. Dintre ctitori, Necula Eneotu, zis Grecu, a fost un negustor bogat din Tămășești. El a strâns avere in Jupânești cu care a finanțat construcția. Alt ctitor a fost Necula Râmleanu, cumnat cu Popa Mihăilă, preotul satului.
Biserica a fost prelungită într-o fază ulterioară cu un pridvor larg în fața intrării, ridicat sub forma unui turn foișor deschis, folosit și pentru clopote. Prelungirea bisericii cu acest pridvor s-a făcut din nevoia de a crea un mic loc de adunare unde satenii să discute problemele obștii și să guste în tihnă din prinosuri la diferite praznice. Tot aici, preoții trebuiau sa invețe copiii satului să scrie și citească, acest loc fiind prima școală a satului.
În anul 1892, cu ocazia împlinirii a 150 de ani de la ridicare, biserica a fost declarată monument istoric, la stăruința preotului Ion Bucurescu. Biserica a fost restaurată în 1959.

## Festivalul țuicii
Festivalul țuicii are loc în fiecare an în satul Coșești și are loc pe Valea Păcurarului. În perioada festivalului se comercializează nu doar țuică ci și alte produse, servicii. Festivalul are și o scenă unde vin de obicei să cânte diferiți interpreți de muzică populară.
1. ↑  „Site-ul primăriei coșești”. Arhivat din original la 21 iunie 2023. Accesat în 21 iunie 2023.